# Zaxo
Zakho (kurd: زاخو, Zaxo; àrab: زاخو, Zāẖū; siríac: ܙܟܼܘ, Zākhō) és una ciutat del Kurdistan iraquià, a 8 km de la frontera turca i a 20 km de la frontera síria. És capital de la província o districte del mateix nom, dins de la governació de Dohuk. La seva població estimada el 2012 és de 219.006 habitants. Hauria començat com establiment en una petita illa al riu Petit Khabur que actualment passa pel mig de la ciutat mentre el Khabur passa a l'oest i forma la frontera amb Turquia (finalment desaigua al Tigris); a la zona hi ha altres rius importants, el Zeriza i el Seerkotik. El nom derivaria del aremeu zakhota (‘victòria’), per una batalla entre romans i perses prop de la ciutat amb victòria romana; els kurds diuen que deriva de zey-khowin (‘riu de sang’), que podria referir-se a la mateixa batalla, o del kurd zey (‘riu’) i ‘khowak’ (‘lloc corbat que bloqueja l'aigua’).

## Llocs interessants
El més conegut és el pont Dalal, d'època imperial romana (la tradició de fet diu que d'època abbàssida), construït amb grans pedres que és un misteri com es van poder portar en un temps que no existia maquinària. Hi ha també dos castells: el de Zakho al centre (només es conserva la torre), que fou la seu dels emirs de Badinan, construït sobre les ruïnes d'un castell més antic; i el castell de Qubad Pasha, al cementiri, de figura hexagonal.

## Història
Ja apareix descrita per Xenofont amb un altre nom, però que per la descripció sembla referir-se a Zakho. Fou seu d'una diòcesi de l'església nestoriana (diòcesi de Malta) sufragània d'Adianeba o Arbela i es coneixen alguns bisbes entre els segles V i VII. Es creu que la població era la Bet Zakhu (Casa de la Victòria) esmentada a un manuscrit siríac del segle xi. Centre de comerç, el riu servia per als desplaçaments a causa de la inexistència de carreteres. La sinagoga més antiga estava datada el 1798. El 1891 i 1892 hi va haver aldarulls i abusos contra els jueus que generalment tenien bona convivència amb la població local. La diòcesi nestoriana fou reunida a les d'Akra i d'Amadia a la meitat del segle xix, quan la província eclesiàstica es va dividir en tres diòcesis: Amadia, Zakho, i Akra-Zehbar; hi havia també uns 3.500 catòlics (caldeus), 10 sacerdots residents, 5 religiosos de la congregació de sant Hormisdes, 15 parròquies i 20 esglésies o capelles.
El 1990 milers de kurds van fugir cap a Turquia i foren rebutjats i concentrats a Zakho; els americans i britànics van crear una zona d'exclusió aèria i la ciutat va arribar a tenir 350.000 habitants, molts refugiats d'altres llocs. El 1950 tenia uns 30.000 habitants i al cens de 1965 el govern àrab va donar només 14.647 habitants a la població. La població cristiana (nestorians assiris, caldeus i armenis) era aleshores d'unes 5.000 persones. Fins al 1950 hi havia una comunitat jueva d'unes 350 persones. El 2 de desembre de 2011 clergues musulmans van instigar disturbis contra les botigues de licor dels cristians i yazidis i un bon nombre d'establiments foren cremats; el Partit Democràtic del Kurdistan, hegemònic a la ciutat, va acusar als clergues de la Unió Islàmica del Kurdistan (UIK), que ho van negar. El dia 3 de desembre alguns caps de la UIK foren arrestats i es creà una comissió d'investigació.

## Galeria d'imatges

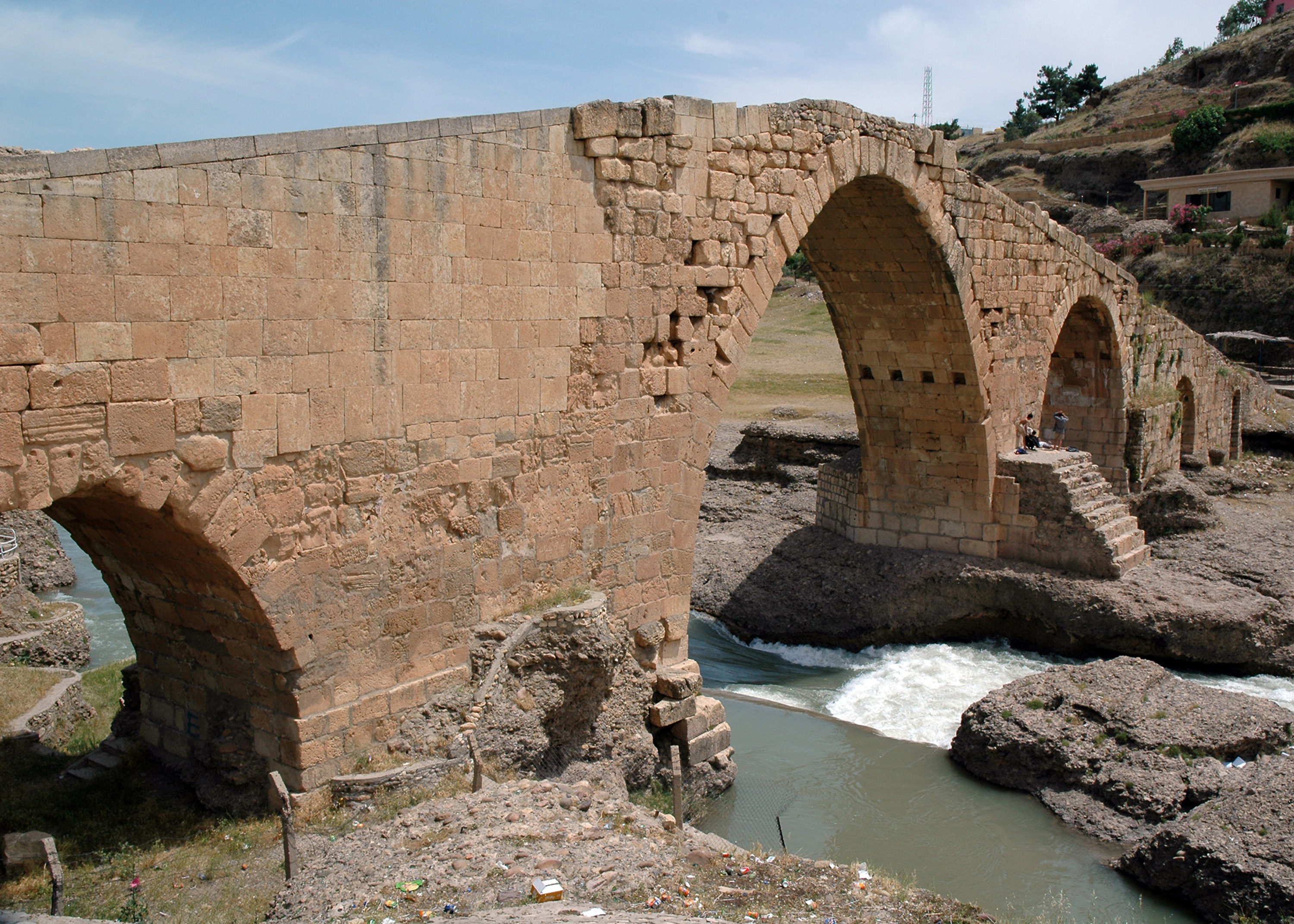
Pont Dalal
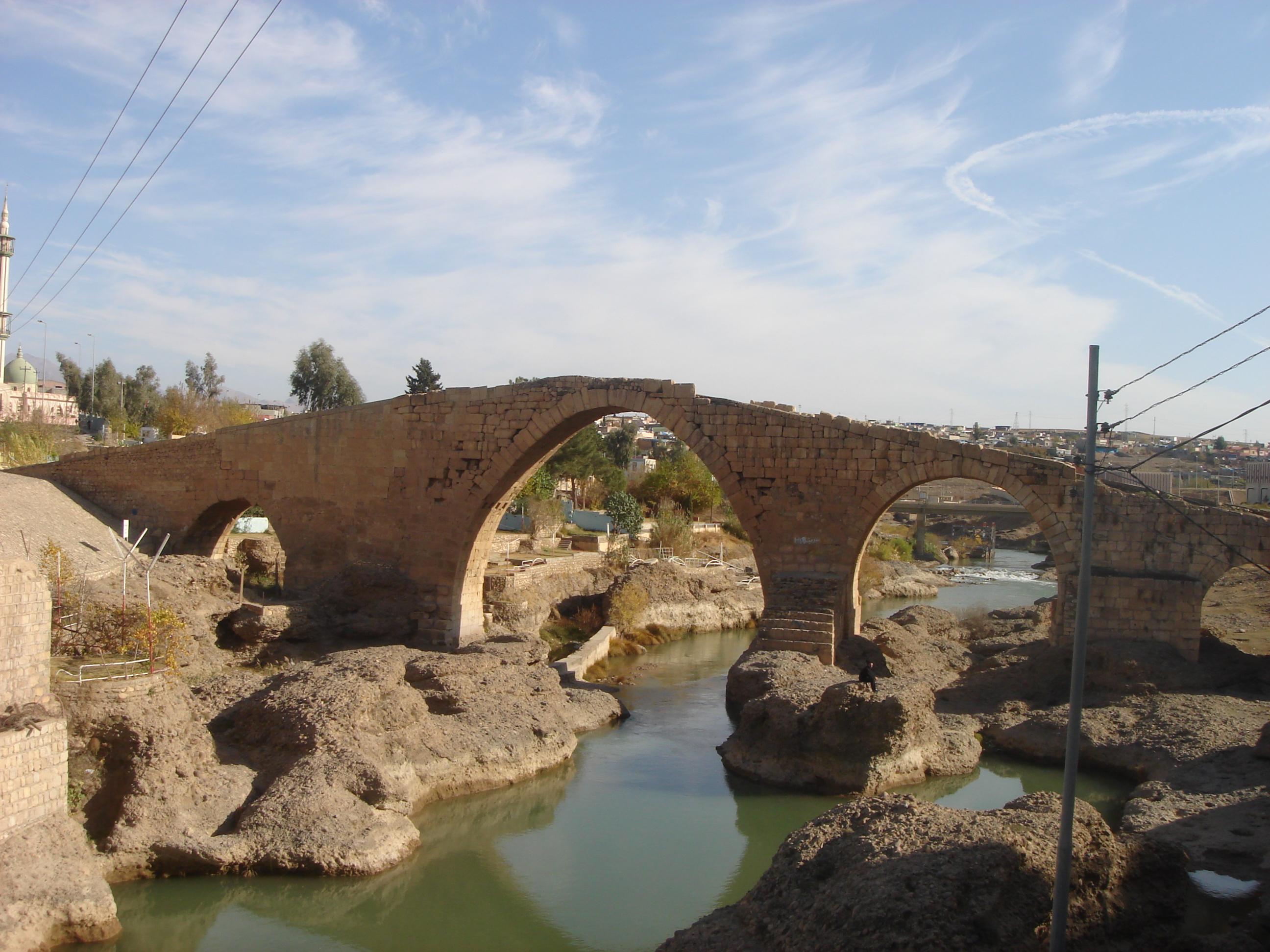
Pont Dalal
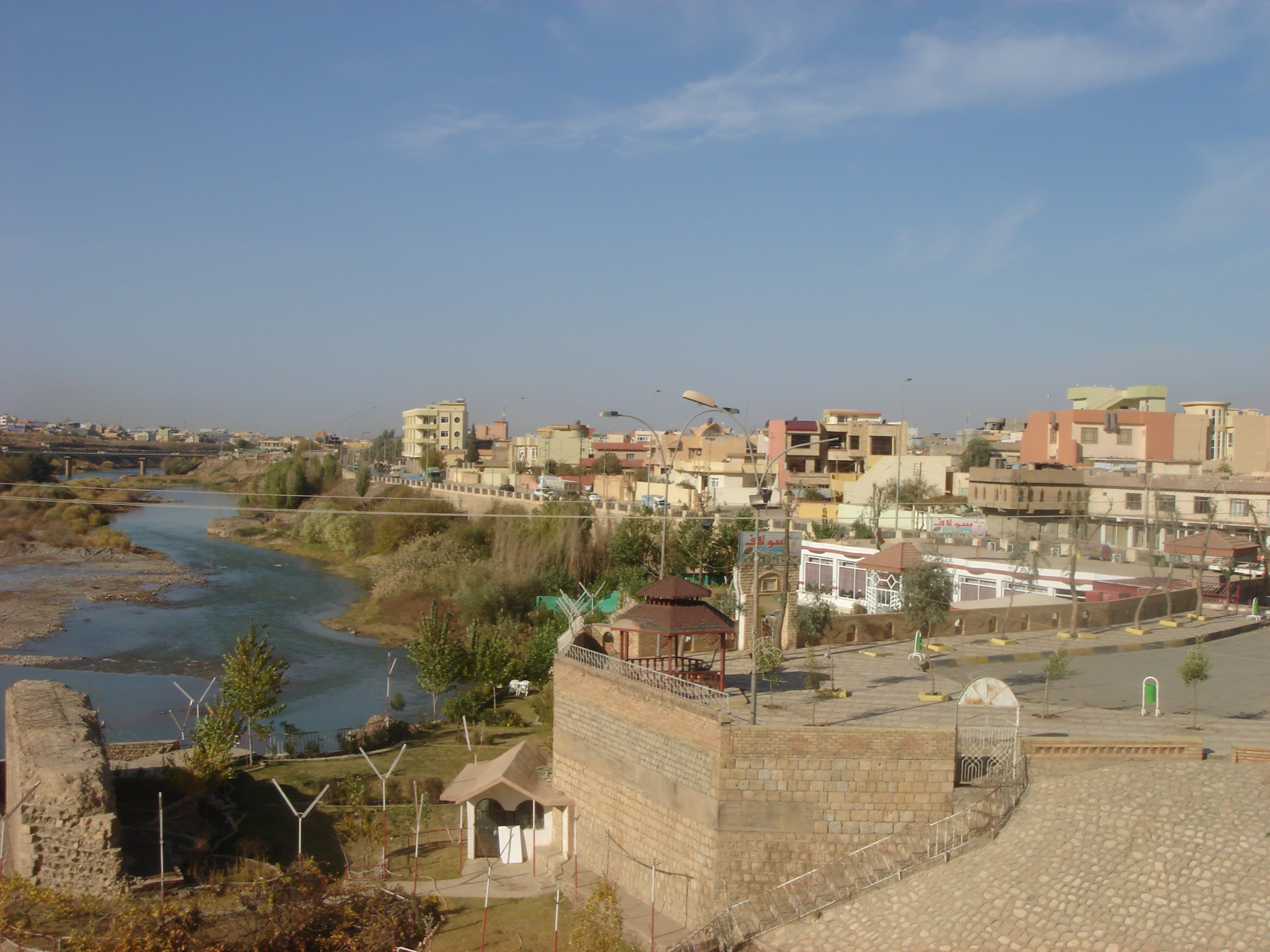
Vista de Zakho